# Liste der Bodendenkmale in Zschopau
In der Liste der Bodendenkmale in Zschopau sind die Bodendenkmale der Stadt Zschopau und ihrer Ortsteile nach dem Stand der Auflistung von Volkmar Geupel aus dem Jahr 1983 aufgelistet. Eventuelle Änderungen und Ergänzungen, insbesondere aus der Zeit nach der Wende, sind nicht berücksichtigt, da für Sachsen aktuell keine neueren allgemein zugänglichen Bodendenkmallisten vorliegen. Die Baudenkmale sind in der Liste der Kulturdenkmale in Zschopau aufgeführt.
| Denkmal-ID | Fundart            | Ortsteil | Bezeichnung                                 | Zeitstellung | Lage                                                 | Bemerkungen | Bild |
| ---------- | ------------------ | -------- | ------------------------------------------- | ------------ | ---------------------------------------------------- | --- | ---- |
| ?          | Befestigung > Burg | Zschopau | Wehranlage „Schloss Wildeck“, „Schlossberg“ | Mittelalter  | südlich im Ort auf einem Bergsporn über der Zschopau | Höhenburg in Spornlage, dreieckige Anlage, durch Schloss überbaut und verändert, mittelalterlicher Rundturm im Norden erhalten, Schutz seit 5. Mai 1969 |      |